# Марија Петровић (рукометашица)
Марија Петровић (Ниш, 18. март 1994) српска је рукометашица која игра на позицији пивота. Тренутно наступа за Глорију Бузау и репрезентацију Србије.